# Swagger
Swagger és un conjunt d'eines de programari de codi obert per a dissenyar, construir, documentar i utilitzar serveis web RESTful. Va ser desenvolupat per SmatBear Software i inclou documentació automatitzada, generació de codi i generació de casos de prova.